# 午後3時の女たち
『午後3時の女たち』（ごござんじのおんなたち、原題：Afternoon Delight）は、2013年のアメリカのコメディ映画。脚本、監督はジョーイ・ソロウェイ、主演はキャスリン・ハーン。サンダンス映画祭2013で米国・ドラマ部門の監督賞を受賞した。

## プロット
レイチェルは夫と幼い息子がいる専業主婦である。もともと戦場記者が夢だったが、今では家庭に縛られ、家事と育児に疲れている。夫のジェフとは半年セックスレス。作品のタイトルはセラピストのレノアとの会話「なぜ拒むの」「寝る前にセックスなんて最悪だわ」「いつならいいの」「午後3時半とか　お茶する時間かな」による。
ママ友のステファニーから「夫婦で行けばエッチも盛り上がる」とすすめられ、はじめてストリップクラブに行く。レイチェルは自称19歳のキュートなストリッパー、マッケナから個室でラップダンスのサービスを受ける。飲み過ぎて、その夜セックスはしなかった。
レイチェルはストリップクラブに近い移動式カフェでマッケナと再会する。話をするうち、2人は友達になる。ある日、住んでいるところから追い出されたマッケナをレイチェルは自宅に連れ帰り、空いた部屋を提供する。自分はセックスワーカーで、複数の「固定客」がいると平気でマッケナが言うのでレイチェルとステファニーは引いてしまう。
レイチェルはそういう境遇からマッケナを救い出そうと、息子のベビーシッターを頼む。そしてブログの開設を計画する。客に同情することがあるか？とインタビューすると、奥さんから拒まれて欲求不満の男性には同情するわと答える。レイチェルは久しぶりにジェフとセックスする。
ジェフはいつも学校行事をレイチェルに押し付けて自分だけ遊びに行く。ある日それに腹を立て、サボってマッケナの仕事についていくことにした。客を相手に、プロとして仕事をするマッケナを見て、レイチェルは思っていた以上にショックを受けた。
ママ友たちが女子会を計画した。ベビーシッターを頼まれたマッケナは快くOKした。オモチャとキャンディーを買って準備していたにもかかわらず、レイチェルが強く反対したため他の人にかわった。女子会では下ネタがとびかい、イクときに誰を想像するかで盛り上がる。パパたちはジェフの家でポーカーをしていたが、マッケナが入ってきて、スケベ親父たちに酒をどんどん飲ませる。エッチなダンスがはじまり、ついにマッケナはジェフの友人と寝室に消える。そこへママたちが帰ってきて一悶着。翌朝マッケナは家を追い出される。
レイチェルとジェフの間に喧嘩が始まる。レイチェルの「もう限界」という言葉を聞いて、ジェフは家を出ていく。ママ友たちがレイチェルをみる眼も冷たい。セラピストのレノアに相談すると、彼女のレズビアンのパートナーが「もうあなたには恋ができない」と言って去ったと聞かされる。泣き出したレノアをレイチェルが逆に慰める。その夜、レイチェルは息子を連れてジェフを訪ねる。彼は友人宅のガレージで寝泊まりしていた。ふたりはあっさり仲直りする。
ある日、レイチェルは運転中にマッケナを見かける。止まりかけたが思い直して通り過ぎる。レイチェルとジェフは以前のような親密さをとりもどし、見つめ合いながら情熱的なセックスをするようになる。

## キャスト
- キャスリン・ハーン - レイチェル
- ジュノー・テンプル - マッケナ
- ジョシュ・ラドナー - ジェフ
- ジェーン・リンチ - レノア
- ジェシカ・セント・クレア - ステファニー
- ミカエラ・ワトキンス - ジェニー
- ジョシュ・スタンバーグ - マット
- ジョン・カペロス - ジャック
- キーガン＝マイケル・キー - ボー
- アニー・マモロー - アマンダ

## 評価
『午後3時の女たち』の評価は分かれた。映画評論サイト、Rotten Tomatoesでは、81のレビューのうち67%が好意的で、評価点の平均は6.17/10 であった。作品の意図はわかりにくいが、しゃれた会話とキャスリン・ハーンの演技のおかげでなんとか楽しめるという意見が多かった。メタクリティックの21のレビューをもとにしたレイティングは48/100で、ほぼ半々の評価である。映画評論家、クリスティ・レミールの評価は星２つ。2013年1月26日、サンダンス映画祭2013でジョーイ・ソロウェイは米国・ドラマ部門で監督賞を受賞した。クエンティン・タランティーノは2013年のトップテンに入ると評した。